# Ermin Rakovič
Ermin Rakovič (Maribor, 7 settembre 1977) è un ex calciatore sloveno, di ruolo attaccante.